# Sax-a-go-go (single)
Sax-a-go-go is een single van de Nederlandse saxofoniste Candy Dulfer uit begin 1993. De plaat was de eerste single van haar tweede studioalbum Sax-a-go-go. De single was op 31 januari 1993 verkozen tot de eerste Megahit van de week op Radio 3 en werd haar derde top 10-hit in de Nederlandse Top 40, waar de plaat de 10e positie bereikte. In de toen nieuwe hitlijst van Radio 3: de Mega Top 50 bereikte de plaat de 12e positie. In België bereikte de plaat de 26e positie van de Vlaamse Radio 2 Top 30.

## Drager

### 7" single
1. Sax-a-go-go 3:58
2. Sax-a-go-go (Easy Mo Bee mix) 5:13

### Cd-maxi
1. Sax-a-go-go 3:54
2. Sax-a-go-go (Funky DB mix) 6:13
3. Sax-a-go-go (Funky B mix) 5:00
4. Sax-a-go-go (Easy Mo Bee mix) 5:09

## Hitnoteringen

### Nederlandse Top 40
| Hitnotering: 13-02-1993 t/m 03-04-1993 | Hitnotering: 13-02-1993 t/m 03-04-1993 | Hitnotering: 13-02-1993 t/m 03-04-1993 | Hitnotering: 13-02-1993 t/m 03-04-1993 | Hitnotering: 13-02-1993 t/m 03-04-1993 | Hitnotering: 13-02-1993 t/m 03-04-1993 | Hitnotering: 13-02-1993 t/m 03-04-1993 | Hitnotering: 13-02-1993 t/m 03-04-1993 | Hitnotering: 13-02-1993 t/m 03-04-1993 | Hitnotering: 13-02-1993 t/m 03-04-1993 |
| Week:                                  | 1                                      | 2                                      | 3                                      | 4                                      | 5                                      | 6                                      | 7                                      | 8                                      |                                        |
| -------------------------------------- | -------------------------------------- | -------------------------------------- | -------------------------------------- | -------------------------------------- | -------------------------------------- | -------------------------------------- | -------------------------------------- | -------------------------------------- | -------------------------------------- |
| Positie:                               | 32                                     | 20                                     | 14                                     | 10                                     | 10                                     | 12                                     | 20                                     | 40                                     | uit                                    |

### NederlandseSingle Top 100
| Hitnotering: 13-02-1993 t/m 27-03-1993 | Hitnotering: 13-02-1993 t/m 27-03-1993 | Hitnotering: 13-02-1993 t/m 27-03-1993 | Hitnotering: 13-02-1993 t/m 27-03-1993 | Hitnotering: 13-02-1993 t/m 27-03-1993 | Hitnotering: 13-02-1993 t/m 27-03-1993 | Hitnotering: 13-02-1993 t/m 27-03-1993 | Hitnotering: 13-02-1993 t/m 27-03-1993 | Hitnotering: 13-02-1993 t/m 27-03-1993 |
| Week:                                  | 1                                      | 2                                      | 3                                      | 4                                      | 5                                      | 6                                      | 7                                      |                                        |
| -------------------------------------- | -------------------------------------- | -------------------------------------- | -------------------------------------- | -------------------------------------- | -------------------------------------- | -------------------------------------- | -------------------------------------- | -------------------------------------- |
| Positie:                               | 38                                     | 25                                     | 21                                     | 15                                     | 12                                     | 25                                     | 34                                     | uit                                    |

### VlaamseRadio 2 Top 30
| Hitnotering: 03-04-1993 | Hitnotering: 03-04-1993 | Hitnotering: 03-04-1993 |
| Week:                   | 1                       |                         |
| ----------------------- | ----------------------- | ----------------------- |
| Positie:                | 26                      | uit                     |